# Creampie

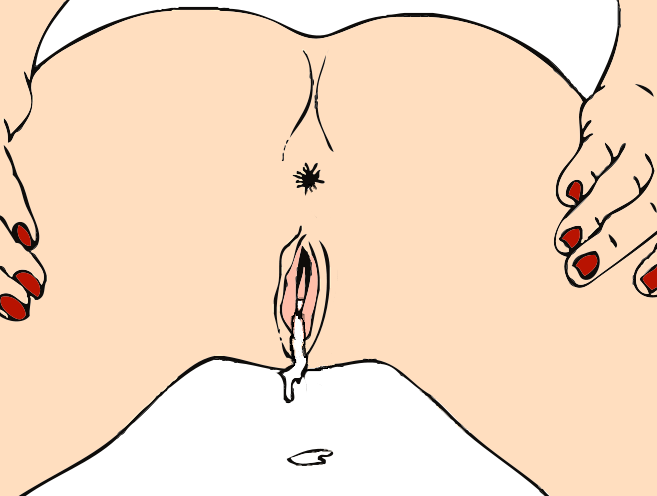
Creampie (zeichnerisch)

Als Creampie [ˈkɹiːmˌpaɪ] (deutsch ‚Sahnekuchen, Sahnetorte oder Törtchen‘) werden Szenen in pornographischen Filmen bezeichnet, in denen ein Mann in Vagina oder Anus seiner Partnerin oder seines Partners ejakuliert und anschließend zurückzieht, wobei das Heraustropfen des Ejakulats aus der jeweiligen Körperöffnung von der Kamera eingefangen wird. Das New Partridge Dictionary of Slang and Unconventional English subsumiert darunter auch das Heraustropfen von Ejakulat aus dem Mund.
Der Begriff „Creampie“ entstand in den 1990er-Jahren im Umfeld von Anhängern spezifischer Pornographie und fand seit den frühen 2000er-Jahren Verwendung in der US-amerikanischen Pornofilm-Industrie, die auf Grund steigenden Kundeninteresses Filmserien mit Creampie-Szenen als zentralem Merkmal produzierte. Nach und nach entwickelte sich die Bezeichnung für bestimmte Szenen zu einem Untergenre des Pornofilms und fand durch Erwähnung in Massenmedien wie Filmen oder TV-Serien schließlich Eingang in die Umgangssprache. Der US-amerikanische Englischprofessor Michael Thomas Carroll sieht im Creampie einen Gegenentwurf zum gängigen Klischee des Pornofilms, die Ejakulation des Mannes in den Fokus der Kameraarbeit zu setzen und das Ejakulat dabei auf dem Körper oder im Gesicht der Partnerin oder des Partners zu verteilen.
Da Ejakulat nur in geringen Mengen abgegeben werden kann, werden von der Pornoindustrie für Creampies mitunter Ersatzstoffe eingesetzt.
Die Produktion von Creampie-Szenen beinhaltet zwingend ungeschützten Geschlechtsverkehr, was die diesem innewohnenden Risiken mit sich bringt. Neben (ungewollten) Schwangerschaften sind dies sexuell übertragbare Erkrankungen.